# 皇甫績
皇甫績（541年—592年），字功明，安定郡朝那縣（今寧夏彭陽縣）人，隋朝信州總管、義陽郡公。

## 生平

### 守信求責
皇甫績三歲就成了孤兒，之後便由外祖父韋孝寬扶養。皇甫績曾與諸位表兄下棋，韋孝寬以他們怠惰於學業，嚴厲訓斥他們，但憐憫皇甫績孤幼，特別原諒他。皇甫績歎氣說他沒有父母能教誨，所以由外祖父養育，如果無法克躬勵己，自我勉勵，怎能長大？於是命人打他三十棍子。韋孝寬聽聞此事後對著他流淚。自此之後皇甫績精心好學，略涉經書、史書。

### 北周時期
北周武帝還是魯公時，引皇甫績為侍讀。
建德初，皇甫績轉任宮尹中士。北周武帝在雲陽宮避暑，當時北周宣帝宇文贇為太子監國。衛剌王叛亂，城門已被關上，百官大多都逃難。皇甫績聽聞後前往赴難，在玄武門遇到宇文贇，宇文贇拉着皇甫績的手，悲喜交集。北周武帝聽聞此事嘉獎皇甫績，遷任小宮尹。宣政初，以皇甫績前後的功蹟，封義陽縣男，拜畿伯下大夫，累轉禦正下士。

### 擁護楊堅
北周宣帝生病後，鄭譯與禦正下大夫劉昉謀劃讓楊堅回京受托。於是鄭譯宣詔讓文武百官都受楊堅指揮調度。禦正中大夫顏之儀則和宦官謀劃讓大将軍宇文仲輔政。宇文仲抵達北周宣帝御座前，鄭譯聞訊後率開府楊惠、劉昉、皇甫績、柳裘一同入宮。宇文仲與顏之儀見到鄭譯等人，猶豫後打算離宮，楊堅便逮捕他們。
北周宣帝去世後，楊堅攬大權，皇甫績有功，升任上開府，轉任內史中大夫，晉爵為郡公爵，食邑千戶。不久被任命為大將軍。

### 滅陳平叛
581年，楊堅廢北周靜帝，自立為帝，改元開皇，建立隋朝，皇甫績出任豫州刺史，增邑連前總共二千五百戶。後任都官尚書。幾年後，轉任晉州刺史。
要赴任時，皇甫績向楊堅建言可以滅陳。其中有三個理由，分別是以大吞小、有道伐無道、陳國接納叛臣蕭岩，所以有理由討伐，皇甫績還請求自身前往討伐，楊堅嘉獎其壯志，慰勞並派遣他去。平定後，皇甫績被任命為蘇州刺史。
高智慧等人在江南作亂，蘇州顧子元發兵響應，顧子元受命攻打皇甫績。雙方相持了八十天。顧子元素來感激皇甫績的大恩，在冬至時，顧子元派使者送上牛肉和酒。皇甫績便寫書信給顧子元，顧子元得書信後，跑到城下頓首謝罪。後來楊素的援軍趕到，合兵擊破叛軍。開皇十二年（592年），皇甫績被任命為信州總管、十二州諸軍事。不久皇甫績因病請辭，詔令調皇甫績回京，賜予禦藥。朝廷派使者前往探望他，絡繹不絕，後來前往慰問的使者總能見到先前的使者。皇甫績在家裡去世，享年五十二歲。諡曰安。

## 家庭

### 祖父
- 皇甫穆，西魏隴東太守。[12]

### 父母
- 皇甫道，北周湖州刺史、雍州都督。[13]
- 韦长英

### 子
- 皇甫偲，大業年間任尚書主爵郎。[14]

## 評價
- 楊堅：如果沒有劉昉、鄭譯、盧賁、柳裘、皇甫績等人的輔助，我就不會成為皇帝。但他們都是些反覆的小人，北周宣帝時，他們都以不正當的手段得到寵幸。宣帝病重後，顏之儀等人請求讓趙王輔政，而他們這些人卻偽造遺詔，讓我去輔政。而我將要攝政時，他們又打算作亂，劉昉謀反，鄭譯使用巫蠱。盧賁這類的人，永遠不會滿足，任用他們則會蠻橫，放置他們則會心懷不滿，這只能怪他們難以讓人信任，而不是我要拋棄他們。（微劉昉、鄭譯、盧賁、柳裘、皇甫績等，則我不至此。然此等皆反覆子也，當周宣帝時，以無賴得幸。及帝大漸，顏之儀等請以趙王輔政，此輩行詐，顧命於我。我將為政，又欲亂之，故昉謀大逆，譯為巫蠱。如賁之例，皆不滿志，任之則不遜，置之則怨望，自為難信，非我棄之。）《資治通鑑·卷一百七十八》

## 延伸阅读
[在维基数据编辑]
 《北史·卷074》，出自李延壽《北史》
 《隋書·卷38》，出自魏徵《隋书》